# Tongai álarcospapagáj
A tongai álarcospapagáj (Prosopeia tabuensis), korábban Pompadour-papagáj vagy gesztenyevörös pézsmapapagáj, a madarak osztályának a papagájalakúak (Psittaciformes) rendjéhez, ezen belül a szakállaspapagáj-félék (Psittaculiae) családjához tartozó faj.

## Előfordulása
Tonga területén és a Fidzsi-szigetekhez tartozó Vanua Levu és Taveuni szigetén honos. Trópusi és szubtrópusi erdők lakója.

## Alfajai
- Prosopeia tabuensis tabuensis
- Prosopeia tabuensis atrogularis
- Prosopeia tabuensis koroensis
- Prosopeia tabuensis splendens
- Prosopeia tabuensis taviunensis

## Megjelenése
Testhossza 45 centiméter.

## Külső hivatkozások
- Képek az interneten a fajról